# Municipio IV
Municipio IV (Monte Sacro) is een stadsdeel met ongeveer 203.000 inwoners in het noorden van de stad Rome.

## Onderverdeling
Monte Sacro, Trieste (parte), Monte Sacro Alto; Zone: Val Melaina, Castel Giubileo, Marcigliana, Casal Boccone, Tor S. Giovanni